# Aphaenogaster punctaticeps
Aphaenogaster punctaticeps é uma espécie de inseto do gênero Aphaenogaster, pertencente à família Formicidae.